# MLB All-Star Game 2012
MLB All-Star Game 2012 – 83. Mecz Gwiazd ligi MLB, który odbył się 10 lipca 2012 roku na stadionie Kauffman Stadium w Kansas City. Spotkanie zakończyło się zwycięstwem National League All-Stars 8–0. Frekwencja wyniosła 40 933 widzów.
Najbardziej wartościowym zawodnikiem został wybrany Melky Cabrera z San Francisco Giants, który na trzy podejścia do odbicia zdobył dwupunktowego home runa i single’a.

## Wyjściowe składy
| National League | National League | National League | National League | American League | American League   | American League | American League |
| #               | Zawodnik        | Klub            | Pozycja         | #               | Zawodnik          | Klub            | Pozycja         |
| --------------- | --------------- | --------------- | --------------- | --------------- | ----------------- | --------------- | --------------- |
| 1               | Carlos González | Rockies         | DH              | 1               | Derek Jeter       | Yankees         | SS              |
| 2               | Melky Cabrera   | Giants          | CF              | 2               | Robinson Canó     | Yankees         | 2B              |
| 3               | Ryan Braun      | Brewers         | LF              | 3               | Josh Hamilton     | Rangers         | LF              |
| 4               | Joey Votto      | Reds            | 1B              | 4               | José Bautista     | Blue Jays       | RF              |
| 5               | Carlos Beltrán  | Cardinals       | RF              | 5               | Prince Fielder    | Tigers          | 1B              |
| 6               | Buster Posey    | Giants          | C               | 6               | Adrián Beltré     | Rangers         | 3B              |
| 7               | Pablo Sandoval  | Giants          | 3B              | 7               | David Ortiz       | Red Sox         | DH              |
| 8               | Dan Uggla       | Braves          | 2B              | 8               | Mike Napoli       | Rangers         | C               |
| 9               | Rafael Furcal   | Cardinals       | SS              | 9               | Curtis Granderson | Yankees         | CF              |
|                 | Matt Cain       | Giants          | P               |                 | Justin Verlander  | Tigers          | P               |

| National League                                                          | 5 | 0 | 0 | 3 | 0 | 0 | 0 | 0 | 0 | 8 | 10 | 0 |
| American League                                                          | 0 | 0 | 0 | 0 | 0 | 0 | 0 | 0 | 0 | 0 | 6  | 0 |
| WP: Matt Cain (1–0) LP: Justin Verlander (0–1) HR: NL: Melky Cabrera (1) |   |   |   |   |   |   |   |   |   |   |    |   |

## Składy
| Miotacze - Ryan Cook (1) - Yu Darvish (1) - Matt Harrison (1) - Félix Hernández (3) - Jim Johnson (1) - Joe Nathan (5) - Jake Peavy (5) - Chris Perez (2) - David Price (3) - Fernando Rodney (1) - CC Sabathia (6) - Chris Sale (1) - Justin Verlander (5) - Jered Weaver (3) - C.J. Wilson (2) Łapacze - Mike Napoli (1) - Matt Wieters (2) Designated hitters - Billy Butler (1) - Adam Dunn (2) - David Ortiz (8) |  | Wewnątrzpolowi - Elvis Andrus (2) - Adrián Beltré (3) - Asdrúbal Cabrera (2) - Miguel Cabrera (7) - Robinson Canó (4) - Prince Fielder (4) - Derek Jeter (13) - Ian Kinsler (3) - Paul Konerko (6) - Joe Mauer (5) Zapolowi - José Bautista (3) - Curtis Granderson (3) - Josh Hamilton (5) - Adam Jones (2) - Mike Trout (1) - Mark Trumbo (1) |  | Menadżer - Ron Washington Trenerzy - Bob Melvin - Ned Yost |

| Miotacze - Matt Cain (3) - Aroldis Chapman (1) - R.A. Dickey (1) - Gio Gonzalez (2) - Cole Hamels (3) - Joel Hanrahan (2) - Clayton Kershaw (2) - Craig Kimbrel (2) - Lance Lynn (1) - Wade Miley (1) - Jonathan Papelbon (5) - Stephen Strasburg (1) - Huston Street (1) Łapacze - Yadier Molina (4) - Buster Posey (1) - Carlos Ruiz (1) Designated hitters - Chipper Jones (8) - Carlos González (1) - Matt Holliday (6) |  | Wewnątrzpolowi - José Altuve (1) - Starlin Castro (2) - Ian Desmond (1) - David Freese (1) - Rafael Furcal (3) - Bryan LaHair (1) - Pablo Sandoval (2) - Dan Uggla (3) - Joey Votto (3) - David Wright (6) Zapolowi - Carlos Beltrán (7) - Ryan Braun (5) - Jay Bruce (2) - Melky Cabrera (1) - Bryce Harper (1) - Matt Kemp (2) - Andrew McCutchen (2) - Giancarlo Stanton (1) |  | Menadżer - Tony La Russa Trenerzy - Terry Collins - Ron Roenicke |

- W nawiasie podano liczbę powołań do All-Star Game.

## Home Run Derby

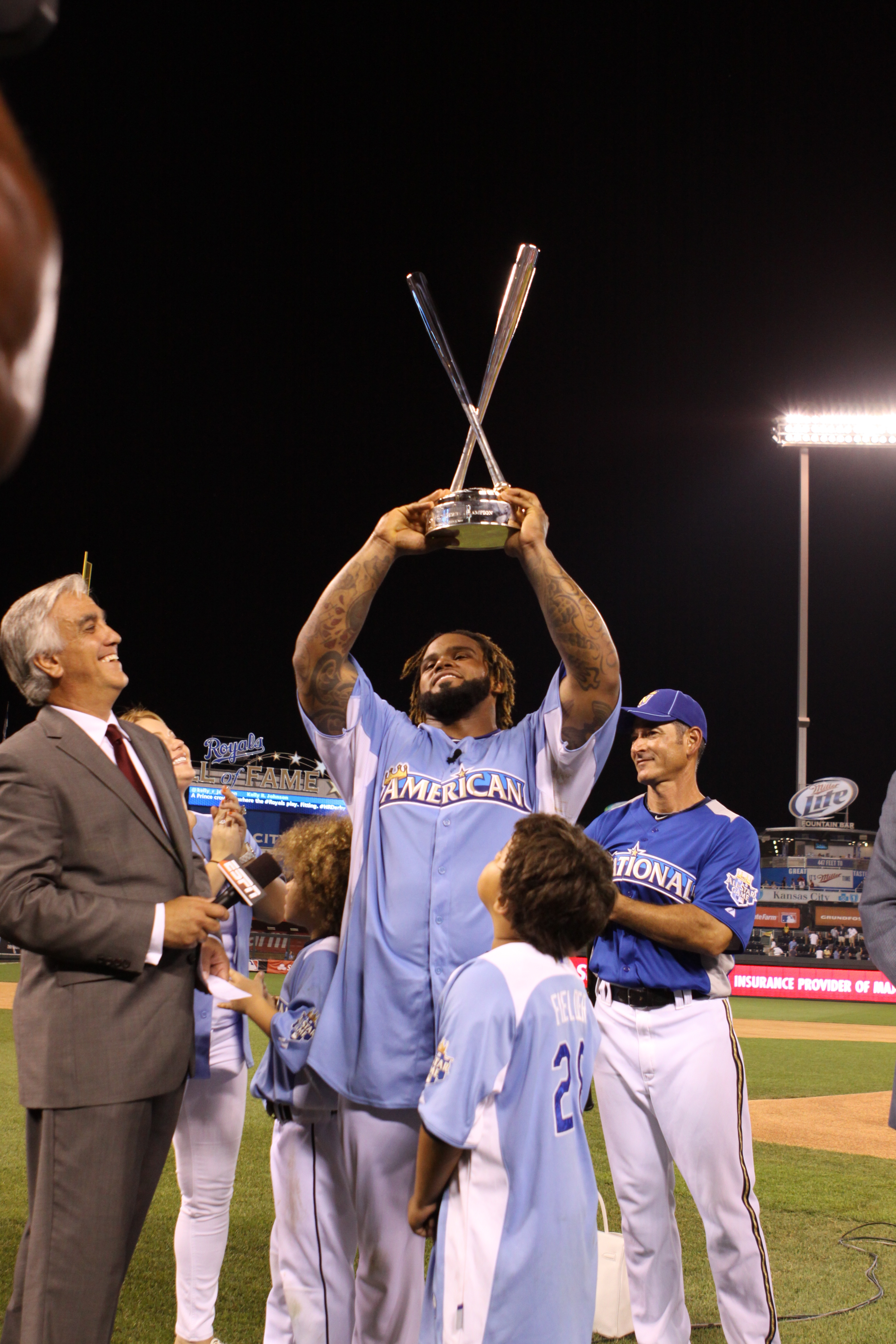
Prince Fielder – zwycięzca Home Run Derby

| Kauffman Stadium, Kansas City – AL 61, NL 21 | Kauffman Stadium, Kansas City – AL 61, NL 21 | Kauffman Stadium, Kansas City – AL 61, NL 21 | Kauffman Stadium, Kansas City – AL 61, NL 21 | Kauffman Stadium, Kansas City – AL 61, NL 21 | Kauffman Stadium, Kansas City – AL 61, NL 21 | Kauffman Stadium, Kansas City – AL 61, NL 21 |
| Zawodnik                                     | Klub                                         | Runda 1                                      | Półfinały                                    | Suma                                         | Finały                                       | Suma                                         |
| -------------------------------------------- | -------------------------------------------- | -------------------------------------------- | -------------------------------------------- | -------------------------------------------- | -------------------------------------------- | -------------------------------------------- |
| Prince Fielder                               | Detroit Tigers                               | 5                                            | 11                                           | 16                                           | 12                                           | 28                                           |
| José Bautista                                | Toronto Blue Jays                            | 11                                           | 2                                            | 13                                           | 7                                            | 20                                           |
| Mark Trumbo                                  | Los Angeles Angels of Anaheim                | 7                                            | 6                                            | 13                                           | –                                            | 13                                           |
| Carlos Beltrán                               | St. Louis Cardinals                          | 7                                            | 5                                            | 12                                           | –                                            | 12                                           |
| Carlos González                              | Colorado Rockies                             | 4                                            | –                                            | 4                                            | –                                            | 4                                            |
| Andrew McCutchen                             | Pittsburgh Pirates                           | 4                                            | –                                            | 4                                            | –                                            | 4                                            |
| Matt Kemp                                    | Los Angeles Dodgers                          | 1                                            | –                                            | 1                                            | –                                            | 1                                            |
| Robinson Canó                                | New York Yankees                             | 0                                            | –                                            | 0                                            | –                                            | 0                                            |